# Antoinette d'Anhalt
 (signalé en août 2025).
Si vous disposez d'ouvrages ou d'articles de référence ou si vous connaissez des sites web de qualité traitant du thème abordé ici, merci de compléter l'article en donnant les références utiles à sa vérifiabilité et en les liant à la section « Notes et références ».
- Archive Wikiwix
- Bing
- Cairn
- DuckDuckGo
- E. Universalis
- Gallica
- Google
- G. Books
- G. News
- G. Scholar
- Persée
- Qwant
- (zh) Baidu
- (ru) Yandex
- (wd) trouver des œuvres sur Wikidata

La princesse Antoinette d'Anhalt (allemand : Antoinette Anna Alexandra Marie Luise Agnes Elisabeth Auguste Friederike; 3 mars 1885 - 3 avril 1963) est une princesse d'Anhalt par la naissance. En tant qu'épouse de Frédéric de Schaumbourg-Lippe, elle devient une princesse de Schaumbourg-Lippe par le mariage.

## Biographie

### Jeunesse
La princesse Antoinette est née le 3 mars 1885 à Schloss Georgium près de Dessau dans le duché d'Anhalt. Ses parents étaient Léopold d'Anhalt et de la princesse Élisabeth de Hesse-Cassel (1861-1955).

### Mariage et descendance
La princesse Antoinette a épousé Frédéric de Schaumbourg-Lippe, dont elle est la deuxième femme, à Dessau, le 26 mai 1909. Ils ont deux fils :
- le prince Léopold, Friedrich-Alexander Guillaume Édouard de Schaumbourg-Lippe (21 février 1910 - 25 janvier 2006) ;
- le prince Guillaume Frédéric Charles Adolphe Léopold Hilderich de Schaumbourg-Lippe (24 août 1912 - 4 mars 1938).

### Mort
La princesse Antoinette est morte à Dessau, dans la République démocratique allemande, le 3 avril 1963. Elle est enterrée au cimetière de Ziebigk à Dessau, à côté de sa mère.